# Věšín
Věšín (en allemand : Weschin) est une commune du district de Příbram, dans la région de Bohême-Centrale, en République tchèque. Sa population s'élevait à 703 habitants en 2020.

## Géographie
Věšín se trouve à 3,2 km au nord-ouest de Rožmitál pod Třemšínem, à 16 km au sud-ouest de Příbram et à 68 km au sud-sud-ouest de Prague.
La commune est limitée par Strašice à l'ouest et au nord, par Nepomuk à l'est, par Rožmitál pod Třemšínem à l'est et au sud, et par Míšov et Skořice à l'ouest.

## Histoire
La première mention écrite de la localité date de 1349. À la suite de la zone militaire de Brdy, en 2014, son territoire a été partagé entre les communes voisines. La commune de Věšín a été ainsi agrandie de 2 405,14 ha.

## Administration
La commune se compose de deux quartiers :
- Buková
- Věšín

## Transports
Par la route, Věšín se trouve à 4 km de Rožmitál pod Třemšínem, à 20 km de Příbram et à 79 km de Prague.